# Spicer (Minnesota)
Spicer es una ciudad ubicada en el condado de Kandiyohi en el estado estadounidense de Minnesota. En el Censo de 2010 tenía una población de 1167 habitantes y una densidad poblacional de 392,49 personas por km².

## Geografía
Spicer se encuentra ubicada en las coordenadas 45°14′4″N 94°56′26″O / 45.23444, -94.94056. Según la Oficina del Censo de los Estados Unidos, Spicer tiene una superficie total de 2.97 km², de la cual 2.94 km² corresponden a tierra firme y (0.96%) 0.03 km² es agua.

## Demografía
Según el censo de 2010, había 1167 personas residiendo en Spicer. La densidad de población era de 392,49 hab./km². De los 1167 habitantes, Spicer estaba compuesto por el 98.2% blancos, el 0.09% eran afroamericanos, el 0.43% eran amerindios, el 0.17% eran asiáticos, el 0% eran isleños del Pacífico, el 0.17% eran de otras razas y el 0.94% pertenecían a dos o más razas. Del total de la población el 4.11% eran hispanos o latinos de cualquier raza.